# Talun Rejo
Talun Rejo is een bestuurslaag in het regentschap Simalungun van de provincie Noord-Sumatra, Indonesië. Talun Rejo telt 1972 inwoners (volkstelling 2010).